# Maria Sánchez
María Guadalupe Sánchez Morales, nota come Maria Sánchez (Nampa, 20 febbraio 1996), è una calciatrice messicana, centrocampista del San Diego Wave e della nazionale messicana.

## Biografia
Ha iniziato a giocare nella squadra della Idaho State University, prima di lasciare l'università ad aprile 2016; si è poi trasferita nella squadra dell'Università di Santa Clara nel 2017. È stata la sesta scelta del secondo turno (quindicesima in assoluto) nel Draft College NWSL 2019.
Sanchez ha partecipato con la squadra nazionale di calcio femminile il Messico ai mondiali di calcio femminile 2015 e ai mondiali under 20.